# Amy Acker
Amy Acker (Dallas, 1976. december 5. –) amerikai színésznő.
Fontosabb televíziós alakítása volt Winifred Burkle és Illyria az Angel (2001–2004) című misztikus drámasorozatban, mellyel 2003-ban Szaturnusz-díjat nyert. Feltűnt az Alias (2005–2006) és A célszemély (2012–2016) című műsorokban is.
2017 és 2019 között a The Gifted – Kiválasztottak című Marvel-sorozat egyik főszereplője volt.

## Filmográfia

### Film
| Év   | Magyar cím           | Eredeti cím               | Szerep             | Magyar hang    |
| ---- | -------------------- | ------------------------- | ------------------ | -------------- |
| 2001 |                      | The Accident              | Nina               |                |
| 2002 |                      | Groom Lake                | Kate               |                |
| 2002 | Kapj el, ha tudsz    | Catch Me If You Can       | Miggy              |                |
| 2006 | Kereszt-út           | The Novice                | Jill Yarrut        |                |
| 2009 |                      | 21 and a Wake-Up          | Caitlin Murphy     |                |
| 2011 |                      | Sironia                   | Molly Fisher       |                |
| 2012 | Ház az erdő mélyén   | The Cabin in the Woods    | Wendy Lin          | F. Nagy Eszter |
| 2012 | Sok hűhó semmiért    | Much Ado About Nothing    | Beatrice           |                |
| 2014 |                      | Let's Kill Ward's Wife    | Gina               |                |
| 2016 |                      | The Energy Specialist     | Claire             |                |
| 2017 |                      | Amanda & Jack Go Glamping | Amanda             |                |
| 2020 | Superman: Vörös nap  | Superman: Red Son         | Lois Lane (hangja) |                |
| 2024 | Köztünk élő angyalok | Ordinary Angels           | Theresa Schmitt    | Bittner Anett  |

### Televízió
| Év        | Magyar cím                        | Eredeti cím                                               | Szerep                                | Megjegyzések                                |
| --------- | --------------------------------- | --------------------------------------------------------- | ------------------------------------- | ------------------------------------------- |
| 1997      | Rosszcsont kalandjai              | Wishbone                                                  | Priscilla / Catherine Morland / Venus | 3 epizód                                    |
| 1999      | Zsarucsalád akcióban              | To Serve and Protect                                      | Melissa Jorgensen                     | 1 epizód                                    |
| 2001      | Rémvadászok                       | Special Unit 2                                            | Nancy                                 | 1 epizód                                    |
| 2001–2004 | Angel                             | Angel                                                     | Winifred "Fred" Burkle / Illyria      | 70 epizód                                   |
| 2003      | Én vagyok Batman!                 | Return to the Batcave: The Misadventures of Adam and Burt | Bonnie Lindsay                        | - tévéfilm - magyar hangja: - Molnár Ilona  |
| 2005      | Odaát                             | Supernatural                                              | Andrea Barr                           | - 1 epizód - magyar hangja: - Roatis Andrea |
| 2005–2006 | Az igazság ligája: Határok nélkül | Justice League Unlimited                                  | Vadásznő / Helena Bertinelli (hangja) | 4 epizód                                    |
| 2005–2006 | Alias                             | Alias                                                     | Kelly Peyton                          | főszereplő (5. évad)                        |
| 2006      | Így jártam anyátokkal             | How I Met Your Mother                                     | Penelope                              | 1 epizód                                    |
| 2007      |                                   | Drive                                                     | Kathryn Tully                         | 3 epizód                                    |
| 2007      | Esküdt ellenségek: Bűnös szándék  | Law & Order: Criminal Intent                              | Leslie LeZard                         | 1 epizód                                    |
| 2007      | Szellemekkel suttogó              | Ghost Whisperer                                           | Tessa                                 | 1 epizód                                    |
| 2008      | Üzenet a túlvilágról              | Voices                                                    | Ellie Daly                            | tévéfilm                                    |
| 2008      | A tűzsárkány birodalma            | Fire and Ice: The Dragon Chronicles                       | Luisa hercegnő                        | - tévéfilm - magyar hangja: - Csuja Fanni   |
| 2008      |                                   | October Road                                              | lány kék egyenruhában / Jenny Bristol | 2 epizód                                    |
| 2008      | Doktor Addison                    | Private Practice                                          | Molly Madison                         | 1 epizód                                    |
| 2009–2010 | Dollhouse – A felejtés ára        | Dollhouse                                                 | Dr. Claire Saunders / Whiskey         | visszatérő szereplő (14 epizód)             |
| 2010      | Tökéletes célpont                 | Human Target                                              | Katherine Walters                     | 1 epizód                                    |
| 2010      | A férjem védelmében               | The Good Wife                                             | Trish Arkin                           | 1 epizód                                    |
| 2010      |                                   | Happy Town                                                | Rachel Conroy                         | főszereplő (8 epizód)                       |
| 2010      |                                   | No Ordinary Family                                        | Amanda Grayson                        | 2 epizód                                    |
| 2011      |                                   | Dear Santa                                                | Crystal Carruthers                    | tévéfilm                                    |
| 2011–2013 | CSI: A helyszínelők               | CSI: Crime Scene Investigation                            | Sandy Colfax                          | 2 epizód                                    |
| 2012      | Grimm                             | Grimm                                                     | Lena Marcenko                         | 1 epizód                                    |
| 2012      | Egyszer volt, hol nem volt        | Once Upon a Time                                          | Astrid / Nova                         | 1 epizód                                    |
| 2012      | 13-as raktár                      | Warehouse 13                                              | Tracey                                | 1 epizód                                    |
| 2012–2016 | A célszemély                      | Person of Interest                                        | Samantha "Root" Groves                | 65 epizód                                   |
| 2013      | Scooby-Doo: Rejtélyek nyomában    | Scooby-Doo! Mystery Incorporated                          | Nova (hangja)                         | 4 epizód                                    |
| 2014      | A S.H.I.E.L.D. ügynökei           | Agents of S.H.I.E.L.D.                                    | Audrey Nathan                         | 1 epizód                                    |
| 2015      | Ámor a sorok közt                 | A Novel Romance                                           | Sophie                                | tévéfilm                                    |
| 2015–2019 | Briliáns elmék                    | Suits                                                     | Esther Litt-Edelstein                 | 5 epizód                                    |
| 2016–2017 | MacGyver                          | MacGyver                                                  | Sarah Adler                           | 2 epizód                                    |
| 2016      |                                   | A Nutcracker Christmas                                    | Lily                                  | tévéfilm                                    |
| 2017–2019 | The Gifted – Kiválasztottak       | The Gifted                                                | Caitlin Strucker                      | - főszereplő - magyar hangja: - Sallai Nóra |
| 2019      |                                   | What Just Happened??! with Fred Savage                    | Dr. Rachel Layne                      | 1 epizód                                    |
| 2019      | A Grace klinika                   | Grey's Anatomy                                            | Kathleen Shepherd                     | 1 epizód                                    |
| 2020      | Isten belájkolt                   | God Friended Me                                           | Tammy                                 | 1 epizód                                    |
| 2021      | Bírónő, kérem!                    | All Rise                                                  | Georgia Knight                        | 2 epizód                                    |
| 2021      |                                   | Crashing Through the Snow                                 | Maggie                                | tévéfilm                                    |
| 2021      | 911-Texas                         | 9-1-1: Lone Star                                          | Catherine                             | 4 epizód                                    |
| 2023      |                                   | The Watchful Eye                                          | Tory                                  | főszereplő                                  |

## Fordítás
- Ez a szócikk részben vagy egészben  az   Amy Acker című angol Wikipédia-szócikk fordításán alapul.  Az eredeti cikk szerkesztőit annak laptörténete sorolja fel. Ez a jelzés csupán a megfogalmazás eredetét és a szerzői jogokat jelzi, nem szolgál a cikkben szereplő információk forrásmegjelöléseként.